# National Association of Black Journalists
L'Association nationale des journalistes noirs (NABJ), est fondée en 1975 par 44 personnes à Washington. Son siège se trouve à l'Université College Park du Maryland. Elle est composée de 4 100 membres. Il s'agit du plus grand organisme de journalistes de couleur des Etats-Unis. Il s'agit aussi de la plus grande des quatre associations qui composent « UNITY: Journalists of Color, Inc. ». L'organisation entretient un Panthéon, conçu pour honorer les journalistes Afro-américains.
Un prix Ida B. Wells est créé en 1983 par la National Association of Black Journalists. Il est remis chaque année, conjointement au Medill School of Journalism at Northwestern University, aus personnes facilitant l'accès au journalisme des personnes de couleur et participent à leur visibilité dans les médias américains.